# ヴィシー
ヴィシー（Vichy, オック語:Vichèi）は、フランス、オーヴェルニュ＝ローヌ＝アルプ地域圏、アリエ県のコミューン。温泉保養地。第二次世界大戦期にはヴィシー政権が置かれた場所としても知られている。
モンリュソンに次いで県第2の人口を持つコミューンで、地域圏内ではクレルモン＝フェラン、モンリュソン、オーリヤックに次いで第4位である。

## 歴史
アンシャン・レジーム時代、ブルボネ州に属した。1861年から1866年のナポレオン3世の時代に再開発が行われ、街の様子は一変した。新しい大通りが通り、アリエ川沿いに堤防が造られ、公園には1865年に建築家Badgerによって巨大なカジノが造られた。
第二帝政の後、ベル・エポックによる二番に大きな建築ラッシュが起きた。1903年にオペラハウス、ホール、東洋風に設計された大浴場がオープンした。

### ヴィシー政権
1940年6月22日に署名された停戦条約の後、この区域はナチス・ドイツには直接占領されず、フランス国 (État Français) の名前で、7月1日にヴィシーを首都と定めた。理由は比較的パリに近く (列車で4.5時間)、温泉地であるためホテルの収容人数が多く、臨時の官庁及び官舎を置くのに都合が良かったためである。当時のホテル収容人数は国内第2位であった。その上、当時では超近代的な電話交換機があり、電話を介して全世界と連絡を取ることが可能であった。
7月1日、政府は多くのホテルの所有権を得た。国会議員600人はヴィシーでの会議や評議会に参加した。7月9-10日には、オペラハウスの大ホール客席で、国会議員は、第三共和制終了のための投票を行った。民主政体は廃止され、フィリップ・ペタンを首席とするヴィシー政権がこれに替わった。600人中わずか80人の議員が反対を表明した。この日から始まって4年以上の間、ヴィシーはフランスの事実上の首都となり自由フランス亡命政権に対しナチスの傀儡政権として「ヴィシー政権」と呼ばれた。
北アフリカのフランス植民地を舞台とした映画「カサブランカ」には、登場人物の警察署長が「ヴィシー水」を捨てるという象徴的なシーンがある。

## 名物
- ミネラルウォーター
- 温泉 - 噴泉口は30ヶ所を越える。一部は冷泉を含むが、摂氏60度を保つものも存在する。利用法は温浴法、灌水法、飲用法が用いられている[3]。
- 化粧品 - 温泉の湯を利用して作られることで有名。

## 姉妹都市
- ヴィルヘルムスハーフェン、ドイツ
- バード・テル ツ、ドイツ
- ライン＝ネッカー＝クライス、ドイツ
- ダンファームリン、イギリス
- ログローニョ、スペイン
- クルージュ＝ナポカ、ルーマニア
- サラトガ・スプリングズ、アメリカ合衆国